# Stefan z Blois
Stefan I z Blois (ur. ok. 1097 w Blois, zm. 25 października 1154 w Dover) – ostatni król Anglii z dynastii normandzkiej, młodszy syn Stefana II Henryka, hrabiego Blois, i Adeli, córki Wilhelma Zdobywcy. Tron objął po śmierci swojego wuja, Henryka I. Przez cały okres panowania toczył walkę o władzę z córką Henryka I, Matyldą, i jej synem, Henrykiem.

## Wczesne lata
Stefan urodził się w 1096 lub 1097 w rodzinnym hrabstwie Blois. Jego starszym bratem był Tybald II z Szampanii, a młodszym – Henryk z Blois, biskup Winchesteru. Jego ojciec zginął na wyprawie krzyżowej, gdy Stefan miał ok. 5 lat. W 1106 znalazł się na dworze swojego wuja, króla Anglii Henryka I Beauclerca. W 1112 odziedziczył hrabstwo Mortain, zaś w 1128 został współrządcą hrabstwa Boulogne u boku swojej żony, Matyldy. Stefan cieszył się zaufaniem króla Henryka, który nadał mu liczne włości po obu stronach kanału La Manche.
U boku króla brał udział w oblężeniu Evreux w 1119 podczas I wojny z pretendentem Wilhelmem Clito. Rok później miał odbyć podróż z Anglii na kontynent na pokładzie Białego Statku, ale przeszkodziła mu w tym choroba. Dzięki temu nie zginął w katastrofie morskiej u wybrzeży Normandii, gdzie życie stracił m.in. jedyny syn Henryka, Wilhelm Adelin.

## Król Anglii

### Droga do korony
Król Henryk zmarł w 1135 po przejedzeniu się ulubionymi minogami. Jego jedyny syn, Wilhelm Adelin, zginął w 1120 w katastrofie Białego Statku. Henryk wymusił wprawdzie na baronach przysięgę na wierność swojej jedynej córce, Matyldzie, żonie hrabiego Andegawenii Godfryda V i wdowie po cesarzu Henryku V, ale kwestia sukcesji pozostawała otwarta. Baronom nie odpowiadała perspektywa kobiety na tronie. Otwierała się tu szansa dla wnuków Wilhelma Zdobywcy po kądzieli.
Kandydatem baronów został starszy brat Stefana, hrabia Szampanii Tybald. Negocjacje z hrabią przeciągały się jednak, co wykorzystał Stefan. W Londynie spotkał się z ciepłym przyjęciem mieszkańców. Poparł go również jego młodszy brat, biskup Henryk, który w Winchesterze miał w swej pieczy klejnoty koronne. Do Stefana przyłączył się również zjednany obietnicami utrzymania wolności kościelnych arcybiskup Canterbury William de Corbeil. 22 grudnia ukoronował on Stefana w katedrze w Canterbury. Podczas mszy z tej okazji arcybiskup zapomniał wymienić z królem pocałunek pokoju. Ten fakt był często wspominany w kolejnych latach.
Po stronie Stefana stanęła organizacja kościelna i papież Innocenty II, jak również większość baronów. W 1136 Stefana poparła Normandia. Nie poparł natomiast Stefana Robert, 1. hrabia Gloucester, najpotężniejszy baron w królestwie, nieślubny syn Henryka I i przyrodni brat Matyldy, która nie zrezygnowała ze swoich pretensji do angielskiego tronu. Matyldę popierał również król Szkocji Dawid I, który jeszcze w grudniu 1135 wkroczył do Nortumbrii i zajął zamki Carlisle, Wark, Alnwick, Norham i Newcastle. W lutym 1136 obaj monarchowie spotkali się w Durham. Zawarto pokój, a Stefan miał nadać tytuł hrabiego Huntington synowi Dawida, Henrykowi.

### Konflikt ze Szkocją
Wojna została wznowiona wczesną wiosną 1137, ale ponownie zawarto rozejm. Dawid wciąż domagał się od Stefana wypełnienia zobowiązań traktatu z Durham, ale król Anglii wciąż się ociągał. Spowodowało to trzeci najazd Szkotów, który miał miejsce w styczniu 1138. Razem ze Szkotami maszerowały hordy półdzikich Piktów. Kronikarz Roger z Hexham pisał, że szkocka armia siała zniszczenie po całej prowincji, mordowała wszystkich ludzi niezależnie od płci, wieku i stanu, niszczyła, plądrowała i paliła wsie, kościoły i domy. Kronikarze opisywali przypadki kanibalizmu. Henryk z Huntington opisywał również przypadki, że Szkoci rozpruwali brzuchy ciężarnym kobietom, a głowy płodów wbijali na krucyfiksy.
Król Stefan unikał bitwy, a Dawid podzielił swoją armię. Do jej ponownego połączenia się doszło w lipcu 1138 nad rzeką Tyne. Tymczasem zbliżały się wojska angielskie. Król Dawid, zachęcony sukcesami swojej drugiej armii Williama fitz Duncana, zdecydował się wydać bitwę. Przeciwnicy spotkali się 22 sierpnia na Cowton Moor niedaleko Northallerton w Yorkshire. Armia szkocka liczyła ok. 26 tys. żołnierzy. Anglicy, pod wodzą arcybiskupa Yorku, Thurstana, mieli w swoich szeregach ok. 16 tys. ludzi. Król Dawid podzielił swoje wojska na cztery linie. W pierwszej stanęli Piktowie, drugą tworzyli żołnierze z południowej Szkocji pod wodzą królewskiego syna Henryka, trzecią górale i ludzie z hrabstw Argyll i Lothian, czwartą tworzył rdzeń szkockiej armii. Anglicy uformowali się w jedno wielkie defensywne zbiorowisko, gęsto przystrojone kościelnymi chorągwiami. Od nich wzięła się popularna nazwa tej bitwy – „bitwa pod sztandarem”.
Pierwsi ruszyli Piktowie, ale ich atak załamał się pod ostrzałem angielskich łuczników. Kolejne ataki Szkotów również nie przynosiły powodzenia. W trakcie bitwy zginął Gospatric II, hrabia Lothian, dowódca oddziałów z tego hrabstwa, co pozbawiło jego ludzi woli walki. Lothiańczycy uciekli z pola bitwy, za nimi poszli Piktowie i reszta szkockiej armii. Król Dawid z niedobitkami cofnął się do Carlisle.
Mimo porażki Dawid I wciąż kontrolował północ Anglii. Pogarszająca się sytuacja wewnętrzna w królestwie Anglii skłoniła w końcu króla Stefana do rozmów ze swoim szkockim przeciwnikiem, które zakończyły się zaprzysiężeniem traktatu 9 kwietnia 1139. Książę Henryk Szkocki otrzymywał tytuły hrabiego Northumberland, hrabiego Huntington i lorda Doncaster. Król Szkocji zatrzymywał Carlisle i Cumberland. Henryk musiał jednak złożyć hołd królowi Stefanowi, a Dawid obiecał być po wsze czasy lojalny wobec króla Anglii.

## Wojna domowa
Król Stefan był poczciwym człowiekiem, ale słabym władcą. Rychło okazało się, że nie panuje nawet nad własnym wojskiem, które panoszyło się po kraju. Nic więc dziwnego, że król Stefan szybko utracił poparcie w Anglii. Najdotkliwszy był dla niego konflikt z Kościołem, który rozpoczął się od aresztowania przezeń dwóch biskupów – Rogera, biskupa Salisbury, i Alexandra, biskupa Lincoln. Brat króla, biskup Henryk, uznał to za atak na sam Kościół i przeszedł do obozu przeciwniczki Stefana, cesarzowej Matyldy, która cieszyła się również rosnącym poparciem wśród baronów. Na ich czele stał jej przyrodni brat, hrabia Gloucester. W 1139 Matylda była już na tyle silna, że wylądowała w Anglii. Wkrótce została pojmana przez wojska królewskie, ale król, rozczytany w romansach rycerskich i postępujący według honoru rycerskiego (był również pierwszym angielskim królem, który uczestniczył w turniejach), pozwolił Matyldzie odejść wolno. Miało się to na nim zemścić.
Już wczesną wiosną 1140 Matylda kontrolowała większą część zachodniej Anglii. Do jej szeregów przystępowało coraz więcej niezadowolonych. Zbuntował się biskup Ely, ale został pokonany przez króla Stefana. Nie poprawiło to jego sytuacji. Na wezwanie króla do Londynu przybył tylko jeden wysoki dygnitarz, reszta znalazła się w obozie pretendentki. Pod koniec roku obległ zamek Lincoln. Tam, 2 lutego 1141, zaskoczyły go wojska hrabiego Gloucester i cesarzowej Matyldy. Król Stefan walczył mężnie, ale wobec przewagi wroga i ucieczki znacznej liczby swoich ludzi, przegrał i dostał się do niewoli. Został uwięziony w zamku Bristol. W kwietniu Matylda ogłosiła się panią Anglików i ruszyła na Londyn by dopełnić aktu koronacji.
Poparcie dla Matyldy zaczęło jednak rychło spadać. Matylda rządziła twardszą ręką niż Stefan, co nie przypadło do gustu rozzuchwalonym baronom, którzy przejęli od słabego monarchy wiele jego regaliów, takich jak bicie monety, budowa zamków (następca Stefana, król Henryk II Plantagenet musiał zburzyć kilkaset zbudowanych podczas wojny domowej zamków), czy sądownictwo. Nastąpił również rozrost nadań ziemskich i niemalże całkowite uniezależnienie się Kościoła od władzy królewskiej.
Jesienią 1141 zwolennicy króla Stefana pojmali hrabiego Gloucester, który w listopadzie został wymieniony na króla. W roku 1142 Stefan odzyskał większość ziem. Matylda została oblężona w Oksfordzie, ale udało jej się zbiec. Stefan powoli odzyskał kontrolę nad Anglią. W 1147 zmarł hrabia Gloucester, a zrezygnowana Matylda wróciła do Andegawenii. Jej pretensje podjął jednak jej najstarszy syn, Henryk. W 1147 z grupką najemników wylądował w Anglii i rozpętał ponownie wojnę. Rychło jednak, dwukrotnie pokonany i bez pieniędzy na opłacenie wojska, Henryk wrócił na kontynent.

## Ostatnie lata
Jeszcze w 1144 Stefan utracił kontrolę nad Normandią na rzecz męża Matyldy, hrabiego Andegawenii Godfryda Plantageneta. W 1150 przekazał on kontrolę nad księstwem swojemu synowi, Henrykowi. W 1153 Henryk ponownie zaatakował Anglię przy poparciu Briana FitzCourta. Stefan ruszył przeciwko nim w kierunku Wallingford. Do bitwy jednak nie doszło, rozpoczęły się za to rozmowy pokojowe. Uległy one przyspieszeniu w sierpniu, po nagłej śmierci syna króla Stefana, Eustachego. Ostatecznie w listopadzie 1153 podpisano traktat, w którym król Stefan uznawał Henryka Plantageneta swoim następcą. Wojna domowa zakończyła się.
Stefan zmarł niecały rok później, 25 października 1154 w Dover. Został pochowany w Opactwie Faversham, które ufundował wraz ze swoją żoną w 1147.
Druga kontynuacja Kroniki z Petersborough tak opisuje panowanie króla Stefana: W czasach tego Króla nie było niczego, tylko niesnaski, zło i rozboje, od czasu gdy wielcy panowie-zdrajcy podnieśli oręż przeciwko królowi. Kiedy zaś zobaczyli, że król Stefan jest człowiekiem miłym, uprzejmym, o spokojnym usposobieniu i nielubiącym stosować kar, zaczęli się dopuszczać najohydniejszych zbrodni. Przez 19 lat rządów króla Stefana nic nie zostało załatwione, a kraj pogrążał się w ciemnościach. Ludzie otwarcie mówili, że Chrystus i aniołowie usnęli.

## Życie prywatne
Między rokiem 1115 a 1119 Stefan poślubił Matyldę I, hrabinę Boulogne (1105 – 3 maja 1152), córkę hrabiego Boulogne Eustachego III i Marii Szkockiej, wnuczkę króla Szkocji Malcolma III. Stefan i Matylda mieli razem trzech synów i dwie córki:
- Eustachego IV (ok. 1130 – 17 sierpnia 1153), hrabiego Mortain i Boulogne
- Baldwina (ok. 1131 – przed 1135)
- Matyldę (ok. 1133 – ok. 1139)
- Marię (ok. 1136 – 1182), hrabinę Boulogne
- Wilhelma (ok. 1137 – 11 października 1159), hrabiego Mortain i Boulogne

Król Stefan miał również co najmniej troje nieślubnych dzieci.